# The Sound of Music
The Sound of Music (bra: A Noviça Rebelde; prt: Música no Coração) é um filme norte-americano de 1965, dos gêneros drama, musical, romance e comédia, dirigido e produzido por Robert Wise, com roteiro de Ernest Lehman baseado no livro de memórias The Story of the Trapp Family Singers, de Maria von Trapp. É uma adaptação do musical homônimo de 1959, escrito por Howard Lindsay e Russel Crouse, com canções de Richard Rodgers e Oscar Hammerstein II, sendo que Irwin Kostal encarregou-se das passagens instrumentais. Protagonizado por Julie Andrews e Christopher Plummer — que interpretam respetivamente Maria e Capitão von Trapp —, o filme narra as aventuras de uma jovem mulher austríaca que estuda para se tornar uma freira em Salzburgo no ano de 1938 e acaba sendo enviada para a casa de campo de um oficial da marinha viúvo e aposentado, para ser a governanta de seus sete filhos. Depois de trazer música e amor para as vidas das crianças através da bondade e paciência, ela se casa com o Capitão e, juntamente com as crianças, descobre uma maneira de sobreviver à perda sua terra natal através da coragem e da fé.
Pouco após The Story of the Trapp Family Singers ser transformado em filme na Alemanha Ocidental, a Paramount Pictures comprou os direitos da adaptação cinematográfica do livro nos Estados Unidos, tendo como objetivo produzi-la em língua inglesa, com Audrey Hepburn interpretado Maria. A empresa eventualmente descartou a opção, porém um de seus diretores Vincent J. Donehue propôs transformar a história em um musical; o produto final, The Sound of Music, estreou em 16 de novembro de 1959 no teatro Lunt-Fontanne e conquistou enorme sucesso crítico e comercial. Como resultado, a 20th Century Fox comprou os direitos da adaptação cinematográfica do musical por US$ 1,25 milhões. O então presidente da empresa Richard D. Zanuck contratou Ernest Lehman para adaptar o musical em filme, que selecionou William Wyler como diretor; contudo, Wyler queria dirigir The Collector, e foi substituído por Robert Wise como diretor do trabalho. Lehman desenvolveu uma versão diferente do musical, eliminando algumas canções, e sua primeira opção para interpretar Maria foi Julie Andrews. Grande parte dos atores escolhidos para os papéis haviam experiência em atuação, canto ou dança. As filmagens de The Sound of Music tiveram início em 26 de março de 1964 e terminaram em 1º de setembro do mesmo ano; os locais de filmagens incluem o estado da Baviera, na Alemanha, a cidade de Salzburgo, na Áustria, e os estúdios da 20th Century Fox, em Los Angeles, Califórnia. Um total de 83 cenas foram filmadas em pouco mais de cinco meses.
Lançado em 2 de março de 1965 nos Estados Unidos, The Sound of Music foi inicialmente recebido de forma mista por críticos de cinema, porém conseguiu ser universalmente aclamado; como resultado, obteve diversos prêmios, como cinco Oscar em 1966, incluindo o de Best Picture. Em termos comerciais, obteve um resultado bastante positivo, substituindo Gone with the Wind como o filme com maior bilheteria na época de seu lançamento, arrecadando mais de US$ 286 milhões em âmbito global e tornando-se um dos filmes mais populares de todos os tempos, sendo selecionado em 1998 pela American Film Institute (AFI) como o 55º melhor filme norte-americano de todos os tempos e o quinto melhor filme musical da história, além de ter sido preservado na National Film Registry pela Biblioteca do Congresso dos Estados Unidos em 2001 por ser "culturalmente, historicamente ou esteticamente significativo". Sua trilha sonora correspondente, produzida por Neely Plumb e relançada diversas vezes, converteu-se no álbum mais vendido no Reino Unido nos anos de 1965, 1966 e 1968, e no segundo mais vendido no país durante a década de 1960, e popularizou músicas como a faixa-título, "My Favorite Things", "Climb Ev'ry Mountain" e "Do-Re-Mi". Além de ter sido transmitido diversas vezes nos Estados Unidos, através da National Broadcasting Company (NBC) e lançado comercialmente nos formatos de VHS, DVD e laserdisc, o projeto voltou aos cinemas em 2015 com uma versão restaurada, como parte das comemorações do 50º aniversário de seu lançamento.

## Resumo
O filme conta a história verídica da família de cantores Von Trapp, mostrando desde os dias da então noviça 'Maria' (que antes de se tornar 'Von Trapp' tinha como sobrenome 'Kutscher') num convento em Salzburgo, Áustria, até o momento em que a família foge do país quando este é ocupado pelos nazistas, que estão prestes a prepararem o Anschluss.
Maria, que não consegue seguir as rígidas normas de conduta das religiosas, é enviada para trabalhar como governanta dos 7 filhos do 'Capitão Georg von Trapp'; este é viúvo, e desde a morte de sua esposa educa as crianças com rigor militar.
A chegada de Maria modifica drasticamente a vida da família ao trazer alegria e conquistar o carinho e o respeito das crianças. No início ela enfrenta alguns problemas com o Capitão, mas este acaba desenvolvendo um grande afeto pela jovem ao ver que ela conseguiu fazer o que nenhuma outra governanta havia antes feito pelas crianças. Eles acabam se apaixonando, e o capitão, antes comprometido com 'Elsa Schraeder', uma rica baronesa de Viena, rompe o noivado para poder se casar com Maria.
Porém, daí para frente, nem tudo na vida da família será tão fácil assim, pois quando os nazistas dominam a Áustria, o capitão é convocado para servir na marinha alemã. A família decide, então, fugir de carro através da fronteira. Mas as fronteiras são fechadas e eles se veem obrigados a caminharem pelas montanhas. Numa das mais emocionantes sequências do cinema, embalada pela canção Climb Ev'ry Mountain, o filme termina com a família nas montanhas, mostrando a importância de viver em família, um ajudando ao outro.

## Antecedentes
A história de The Sound of Music é baseada no livro de memórias escrito por Maria von Trapp The Story of the Trapp Family Singers, publicado em 1949 para ajudar a promover o grupo de canto de sua família após a morte de seu marido Georg dois anos antes. Produtores de Hollywood expressaram interesse em comprar apenas o título, porém Maria recusou-se, querendo que sua história completa fosse retratada. Em 1956, o diretor alemão Wolfgang Liebeneiner comprou os direitos da adaptação cinematográfica do livro por US$ 9 mil, contratando George Hurdalek e Herbert Reinecker para roteirizarem o projeto, e Franz Grothe para supervisar a trilha sonora, que consistiu em tradicionais canções folk da Áustria. O produto final, The Trapp Family, foi lançado na Alemanha Ocidental em 9 de outubro de 1956 e tornou-se um grande sucesso. Dois anos depois, Liebeneiner dirigiu a sequência do trabalho, The Trapp Family in America, e ambos os filmes tornaram-se os mais bem sucedidos na Alemanha Ocidental durante os anos pós-guerra. A popularidade de ambas as obras estenderam-se na Europa e na América do Sul.
Em 1956, a Paramount Pictures comprou os diretos da adaptação cinematográfica nos Estados Unidos, querendo produzir uma versão em língua inglesa com Audrey Hepburn interpretando Maria. O estúdio eventualmente descartou a opção, mas um de seus diretores, Vincent J. Donehue, propôs que a história fosse adaptada como um musical, no qual Mary Martin interpretaria Maria. Os produtores Richard Halliday e Leland Heyward garantiram os direitos e contrataram os dramaturgos Howard Lindsay e Russel Crouse, que venceram o Prêmio Pulitzer por State of the Union. Eles contataram Richard Rodgers e Oscar Hammerstein II para comporem as canções para o musical, porém ambos sentiram que os dois estilos — as tradicionais canções folk austríacas e suas composições — não se encaixariam no trabalho. Rodgers e Hammerstein II ofereceram a composição de novas passagens instrumentais para a produção inteira se os produtores estivessem dispostos a esperar eles terminarem seus trabalhos em Flower Drum Song. Os produtores rapidamente responderam que poderiam esperar o tempo necessário. Intitulado The Sound of Music, o musical estreou em 16 de novembro de 1959 no teatro Lun-Fontanne em Nova Iorque e obteve sucesso crítico e comercial, vencendo seis Tony Awards — incluindo o de Best Musical — e totalizando 1443 apresentações na Broadway. Em junho de 1960, a 20th Century Fox comprou os direitos da adaptação cinematográfica do musical por US$ 1,25 milhões, contra 10% da receita bruta obtida pelo musical.

## Produção

### Roteiro e pré-produção

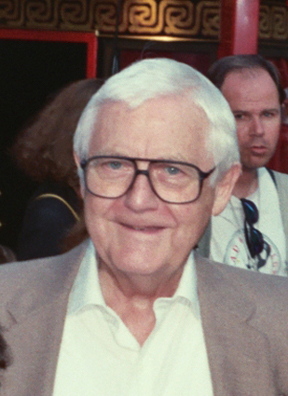
Originalmente, William Wyler havia sido selecionado como o diretor de The Sound of Music. Entretanto, ele afastou-se da produção devido as filmagens de The Collector e, em seu lugar, entrou Robert Wise (imagem).

Em dezembro de 1962, o então presidente da 20th Century Fox Richard D. Zanuck contratou Ernest Lehman para escrever o roteiro da adaptação cinematográfica do musical. Lehman revisou o roteiro original do musical, rearranjou a sequência das canções, e começou a transformar um trabalho designado para o musical em um filme que poderia usar a câmera para enfatizar ações e humores, e abrir a história para os belos locais de Salzburgo e os alpes austríacos. A sequência "Do-Re-Mi" presente no musical, por exemplo, era originalmente um número estagnante; o roteirista transformou-a em uma montagem animada mostrando alguns dos belos lugares de Salzburgo, bem como retratando Maria e as crianças se aproximando com o tempo. Lehman também eliminou duas canções: "How Can Love Survive?" e "No Way to Stop It", interpretadas pelos personagens Elsa e Max, respetivamente. Em janeiro de 1963, ele assistiu a versão dublada em inglês dos dois filmes alemães, não ficou especialmente impressionado, e decidiu usar o musical e a memória de Maria em grande parte de seu material de referência. Enquanto Lehman estava desenvolvendo o roteiro, ele e Zanuck começaram a procurar por um diretor. O primeiro escolhido por eles foi Robert Wise, com quem o roteirista havia trabalhado na adaptação cinematográfica de West Side Story (1961), mas Wise estava ocupado com as filmagens de outro projeto, The Sand Pebbles (1966). Outros diretores foram escolhidos mas recusaram-se, como Stanley Donen, Vincent J. Donehue, George Roy Hill e Gene Kelly.
Em janeiro de 1963, Lehman convidou um de seus diretores favoritos, William Wyler, para viajar com ele a Nova Iorque para assistir ao musical The Sound of Music. Depois de assisti-lo, Wyler disse que odiou o musical, porém depois de duas semanas de persuasão de Lehman, Wyler relutantemente concordou em dirigir e produzir o filme. Depois de contratar o supervisor musical, Wyler, Lehman e Edens viajaram à Salzburgo para selecionarem os locais das filmagens. Em duas semanas, eles conseguiram ver aproximadamente 75 locações — uma experiência que ajudou Lehman a conceituar diversas sequências importantes. Durante a viagem, o roteirista começou a ter dúvidas do compromisso de Wyler com o projeto, e comunicou isso à Zanuck, que instruiu-o a finalizar o primeiro rascunho do roteiro o mais rápido possível. Ele completou o primeiro rascunho em 10 de setembro de 1963 e enviou-o para Wyler, que não fez sugestões ou mudanças. Na época, Lehman secretamente também entregou uma cópia do roteiro ao empresário de Wise, o qual Lehman ainda queria que fosse o diretor. Ao final daquele mês, o empresário de Wyler abordou Zanuck, pedindo que a produção do filme fosse adiada para que Wyler pudesse dirigir The Collector. Zanuck disse que Wyler pudesse fazer o outro filme, e que eles poderiam encontrar outro diretor, encerrando a participação de Wyler.
Enquanto isso, Wise, cujo filme The Sand Pebbles havia sido adiado, leu o primeiro rascunho de Lehman e ficou impressionado, e concordou em dirigir o filme. Wise entrou para a produção da obra em outubro de 1963 e voou para Salzburgo com o produtor associado Saul Chaplin e membros de sua equipe de produção para selecionar os locais das filmagens, incluindo muitos dos quais haviam sido anteriormente escolhidos por Wyler. Ao retornar, Wise começou a trabalhar no roteiro. Ele compartilhou a visão do roteirista sobre o filme ser centrado na música, e as mudanças feitas pelo diretor foram consistentes com o pensamento de Lehman — principalmente reduzir a quantidade de jovialidade e sentimentalismo contida no musical. O diretor teve dúvidas sobre a sequência aérea de Lehman pois eles haviam usado uma abertura semelhante em West Side Story, mas decidiram mantê-la. Outras mudanças incluíram substituir "Na Ordinary Couple" com um número mais romântica, e uma nova canção para a partida de Maria da abadia — Rodgers escreveu "Something Good" e "I Have Confidence" especialmente para o filme. Lehman completou o segundo rascunho em 20 de dezembro de 1963, mas mudanças adicionais seriam feitas com base nas informações de Maria von Trapp e Christopher Plummer sobre o personagem do Capitão von Trapp. Plummer ajudou a transformar o personagem sem substância em uma figura mais forte e complexa com um senso de humor e um estilo mais obscuro. Lehman completou seu rascunho final em 20 de março de 1964.

### Escolha do elenco e ensaios

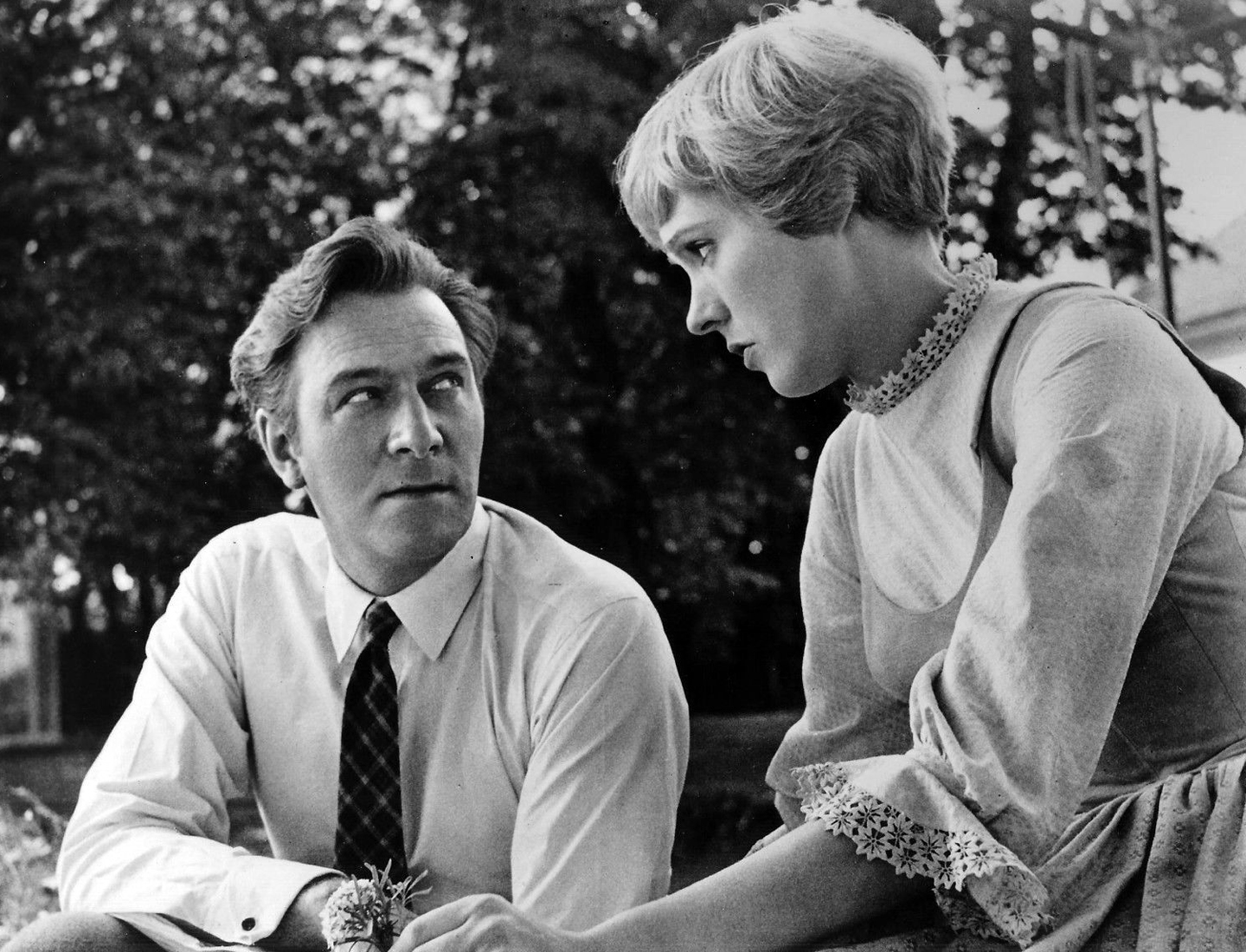
Christopher Plummer (esquerda) inicialmente rejeitou interpretar o Capitão von Trapp, mas depois aceitou após ter a certeza de que poderia aperfeiçoar o personagem juntamente com Lehman, ao passo em que Julie Andrews (esquerda) foi a primeira e única atriz selecionada pelo roteirista para interpretar Maria.

Julie Andrews foi a primeira e única atriz selecionada por Lehman para interpretar Maria. Quando começou a fazer parte do projeto, Wise fez uma lista de suas escolhas para o papel, que incluiu Andrews como a primeira opção, além de Grace Kelly e Shirley Jones. O diretor e o roteirista foram para os Disney Studios para verem fotos de Mary Poppins, que ainda não havia sido lançado. Depois de alguns minutos, Wise disse à Lehman: "Vamos contratar essa jovem [Andrews] antes que alguém veja esse filme e tome-a!". Andrews tinha algumas dúvidas sobre o papel — principalmente sobre a quantidade de jovialidade da versão musical —, mas após descobrir a visão de Wise e Lehman e que ambos haviam sofrido a mesma preocupação, ela assinou um contrato com a 20th Century Fox para estrelar The Sound of Music e outro filme no valor de 225 mil dólares. Wise demorou um bom tempo escolhendo qual ator interpretaria o Capitão. Diversos atores foram considerados para o papel, incluindo Bing Crosby, Yul Brynner, Sean Connery e Richard Burton. Ele viu Christopher Plummer atuando na Broadway e decidiu selecioná-lo para o papel, mas Plummer recusou-se diversas vezes. Wise voou para Londres para encontrar o ator e explicou seu conceito do filme; ele aceitou depois de se assegurar que poderia trabalhar com Lehman para aperfeiçoar o personagem.
Wise também passou um longo período escolhendo os atores que interpretariam os personagens secundários. Para o papel de Max Detweiler, ele inicialmente considerou atores como Victor Borge, Noël Coward e Hal Holbrook, antes de selecionar Richard Haydn. Para a personagem da Baronesa Elsa Schraeder, o diretor procurou por uma atriz "conhecida" — Andrews e Plummer ainda não eram bastante conhecidos — e selecionou Eleanor Parker. A escolha para os personagens infantis começou em novembro de 1963 e envolveu mais de duas mil entrevistas e testes feitos nos Estados Unidos e na Inglaterra. Alguns dos atores infantis entrevistados ou testados mas que não foram escolhidos incluem Mia Farrow, Patty Duke, Lesley Ann Warren, Geraldine Chaplin, Shelley Fabares, Teri Garr e Kurt Russell, além do grupo The Osmonds. Grande parte dos atores selecionados haviam experiência em atuação, canto ou dança, com exceção de Charmian Carr, que era uma modelo que trabalhava parcialmente no escritório de um médico e não tinha objetivo em ser atriz. Depois de um amigo enviar uma foto dela para o escritório de Wise, Carr foi chamada para a entrevista. O diretor mais tarde lembrou: "Ela era muito bonita e tinha um grande porte e charme que nós gostamos dela imediatamente". A última pessoa a fazer parte do elenco foi Dan Truhitte, que interpretou Rolf.
Os ensaios das sequências de canto e dança do filme tiveram início em 10 de fevereiro de 1964. Marc Breaux e Dee Dee Wood, que haviam trabalhado com Andrews em Mary Poppins, trabalharam a coreografia com Saul Chaplin no piano — os arranjos não puderam ser alterados devido ao contrato de Rodgers e Hammerstein II. A coreografia, no entanto, acabou não sendo usada por ser muito restritiva. Em seguida, Breaux e Wood começaram a desenvolver uma coreografia diferente, a qual foi mais adequada para o filme e incorporou diversas locações de Salzburgo. Eles também desenvolveram a coreografia para a sequência de dança das marionetes em "The Lonely Goatherd", que foi adicionada de última hora. A coreografia seguiu estritamente as danças folk tradicionais da Áustria. O arranjador musical Irwin Kostal pré-gravou as canções com uma grande orquestra e alguns cantores em um palco, antes mesmo de as filmagens começarem. Ele usou sete crianças e cinco adultos para gravar as vozes infantis; a única cena onde os atores infantis estão cantando de verdade é quando eles cantam "The Sound of Music" sozinhos depois que Maria sai. As vozes de alguns dos atores adultos também foram dubladas, como as de Peggy Wood e Christopher Plummer.

### Filmagens e pós-produção

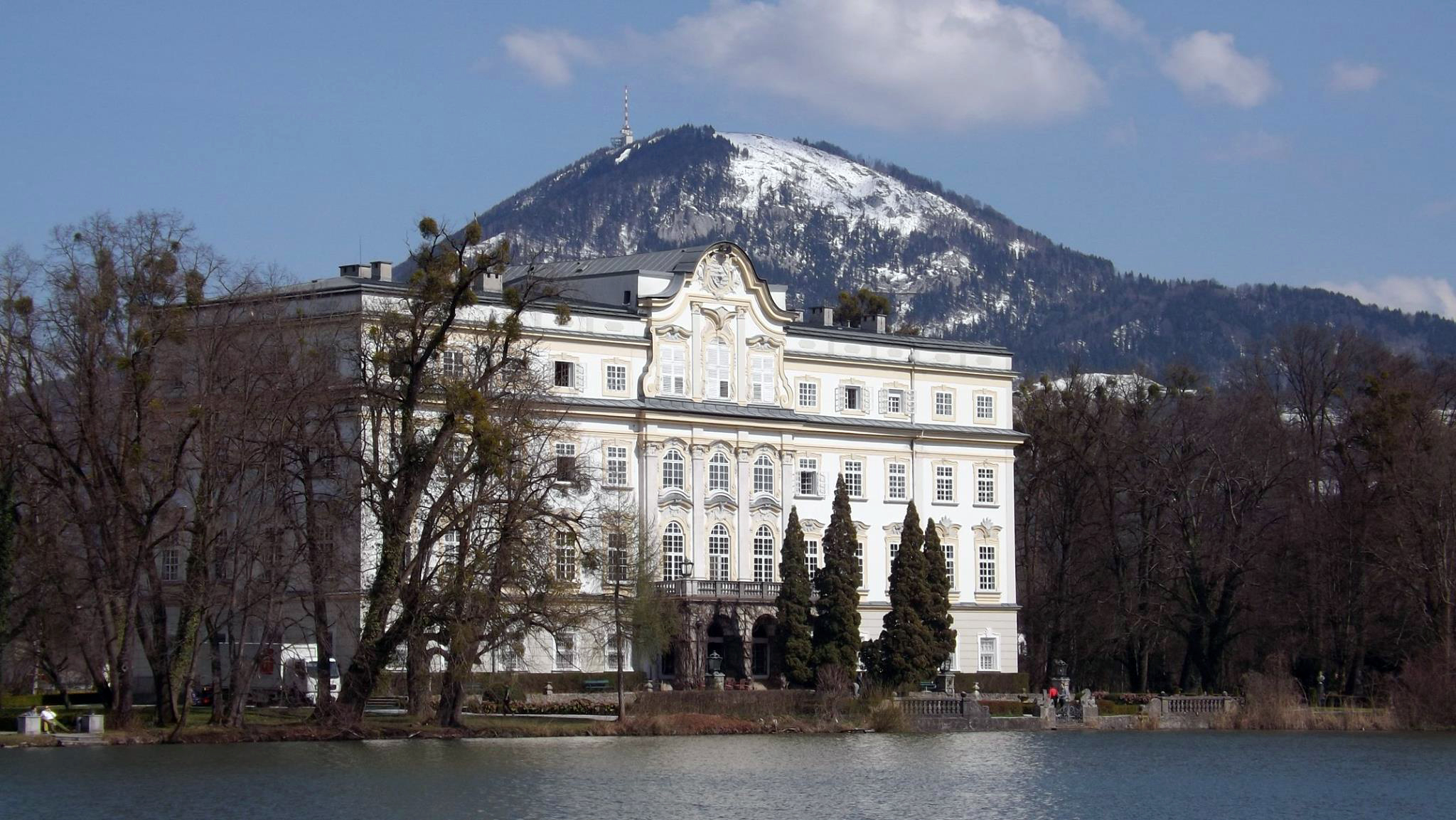
O terraço junto ao lago e os jardins da casa da família von Trapp foram filmados no Schloss Leopoldskron, em Salzburgo (imagem).

As filmagens de The Sound of Music iniciaram-se em 26 de março de 1964 nos estúdios da 20th Century Fox em Los Angeles, Califórnia, onde cenas do quarto de Maria e do claustro e do cemitério da abadia foram filmadas. A companhia então voou para Salzburgo, onde as filmagens recomeçaram em 23 de abril na Mondsee Abbey para as cenas do casamento. Entre 25 de abril e 22 de maio, as cenas foram filmadas no Felsenreitschule, Nonnberg Abbey, Mirabell Palace Gardens, Residence Fountain e várias ruas situadas na área Altstad da cidade. Nos dias de chuva — que causaram constantes problemas nas filmagens —, as cenas foram filmadas na St. Margarethen Chapel e no Dürer Studios. Entre 23 de maio e 7 de junho, a empresa trabalhou na Schloss Leopoldskron e em uma propriedade adjacente chamada Bertelsmann para as cenas que apresentaram o terraço junto ao lago e os jardins da casa de campo da família von Trapp. Entre 9 e 19 de junho, as cenas que apresentaram as fachadas de trás e da frente da casa foram filmadas no Frohnburg Palace. A cena do piquenique nas montanhas, na qual "Do-Re-Mi" é interpretada, foi filmada no vale do rio Salzach, na parte da alta da cidade de Werfen, em 25 e 27 de junho. A sequência de abertura na qual Maria canta "The Sound of Music" foi filmada entre 28 de junho e 2 de julho na montanha Mehlweg, perto da cidade Marktschellenberg, no estado da Baviera. A cena final, na qual a família von Trapp escapa nas montanhas, foi filmada no Obersalzberg, localizado nos alpes da Baviera.
O elenco e a equipe de produção voltaram a Los Angeles e retomaram as filmagens nos estúdios da 20th Century Fox em 6 de julho para todas as cenas restantes, incluindo as da sala de jantar da casa, do salão de festas, da sala de estar e do coreto. Após as duas últimas cenas filmadas no coreto — para as canções "Something Good" e "You Are Sixteen" —, as filmagens terminaram em 1º de setembro de 1964. Um total de 83 cenas foram filmadas em pouco mais de cinco meses. A pós-produção começou em 25 de agosto, com três semanas de diálogo sendo dublado às linhas corretas que foram prejudicadas por ruídos das ruas e da chuva. Em outubro, a voz de canto de Christopher Plummer foi dublada pelo cantor veterano da Disney Bill Lee. O filme foi editado por Wise em conjunto com William Reynolds. Uma vez que o filme foi editado, Irwin Kostal, que orquestrou os números musicais, colocou nele músicas de fundo, constituídas de variações entre as músicas originais de Rodgers e Hammerstein II para amplificar ou adicionar nuances às imagens visuais. Quando o processo de dublagem, edição e adição das passagens instrumentais foi concluído, Wise fez duas sessões de prévia do trabalho — com a primeira ocorrendo em Minneapolis no dia 15 de janeiro de 1965 no Mann Theather, e a segunda ocorrendo na noite seguinte em Tulsa. Apesar da recepção "sensacional" do público, o diretor fez algumas mudança na edição final antes de completar o filme.
The Sound of Music foi fotografado por Ted D. McCord em uma Todd-AO de 70 milímetros e produzido com o processo DeLuxe Color. Imagens aéreas foram fotografadas com uma câmera MCS-70. O som foi gravado em seis faixas de 70 milímetros, usando o sistema de gravação Westrex. As configurações utilizadas no filme foram baseadas nos esboços do artista Maurice Zuberano, que acompanhou Wise até a Áustria para selecionar os locais de filmagens em novembro de 1963. Wise encontrou-se com Zuberano em um período de dez dias e explicou seu objetivo para cada cena — a sensação que queria transmitir e as imagens visuais que queria usar. O artista entregou ao diretor um portfólio composto por esboços que ilustravam cada cena e cada — o diretor utilizou os esboços como guia durante as filmagens. Os esboços de Zuberano e os locais em que as imagens foram fotografadas também foram usadas pelo diretor artístico Boris Leven para desenhar e construir todos os locais originais nos estúdios da 20th Century Fox, bem como alguns locais externos em Salzburgo. A casa de campo da família von Trapp, por exemplo, foi filmada em diversos lugares: as fachadas da frente e da parte de trás da casa foram filmadas no Fronhburg Place; o terraço junto ao lago e os jardins foram construídos em uma propriedade adjacente ao Schloss Leopoldskron chamada Bertelsmann; e o interior foi construído nos estúdios da 20th Century Fox. As cenas nas quais "Something Good" e "Sixteen Going on Seventeen" são interpretadas no coreto foram filmadas em um local maior reconstruído nos estúdios da 20th Century Fox, enquanto algumas tomadas do coreto original foram filmadas nos arredores do Schloss Leopoldskron.

## Divulgação e lançamento
Wise contratou Mike Kaplan para ser o responsável pela campanha publicitária de The Sound of Music. Depois de ler o roteiro, Kaplan decidiu usar o slogan "The Happiest Sound in All the World", o qual também apareceria no material promocional e no pôster do projeto. Ele também contatou agências estrangeiras para trabalhar com o departamento de divulgação da 20th Century Fox para desenvolver o pôster oficial do filme, eventualmente selecionando uma pintura de Howard Terpning na qual Andrews aparece em um alpe segurando sua bolsa e a caixa de seu violão, com as crianças e Plummer sendo vistas ao fundo. Em fevereiro de 1964, o profissional começou a colocar anúncios nos periódicos Daily Variety, Weekly Variety e The Hollywood Reporter para que as pessoas tivessem maior interesse no trabalho. A 20th Century Fox queria que o filme tivesse um lançamento limitado gratuito em grandes cidades selecionadas que pudessem receber as sessões de filmes de 70 milímetros e o som estereofônico de seis faixas. O conceito envolveu duas sessões por dia, com assentos reservados e uma intermissão semelhante aos musicais da Broadway. Kaplan selecionou 40 cidades que provavelmente seriam incluídas no lançamento limitado e desenvolveu uma estratégia promocional, visando os grandes jornais dessas cidades. Durante a fase das filmagens em Salzburgo, a empresa organizou coletivas de imprensa para jornalistas dos Estados Unidos, para entrevistar o diretor, a equipe de produção e os membros do elenco.
The Sound of Music estreou em 2 de março de 1965 no Rivoli Theater, em Nova Iorque. Oito dias depois, estreou em Los Angeles, seguido de uma distribuição em 131 cinemas nos Estados Unidos, incluindo um limitado número de eventos nos quais o filme foi exibido gratuitamente. Poucos meses após sua estreia nos Estados Unidos, o trabalho estreou em 261 cinemas estrangeiros, sendo o primeiro filme estadunidense cujos diálogos e música foram dublados em uma língua estrangeira. As versões da Alemanha, da Espanha, da França e da Itália foram completamente dubladas, e outras versões foram lançadas com legendas estrangeiras. O filme ficou em cartaz nos Estados Unidos por quatro anos e foi um grande sucesso na maioria dos países onde foi lançado, com exceção da Áustria e da Alemanha, países onde a história originou-se. Nessas nações, o projeto "competiu" com o popular Die Trapp-Familie (1956), que serviu de inspiração para o musical da Broadway, e sua sequela Die Trapp-Familie in Amerika (1958) — ambos os filmes ainda eram bastante populares em países europeus de língua alemã, e foram baseados na verdadeira história da família von Trapp. Os austríacos não gostaram da liberdade tomada pelos cineastas em relação aos figurinos, que não refletiam o estilo tradicional da população, e da substituição das canções folk do país por obras do musical da Broadway. O tema nazista do filme foi especialmente impopular na Alemanha, onde o empresário da sede da 20th Century Fox em Munique aprovou o corte não-autorizado do terceiro ato do trabalho após a sequência do casamento, que envolvia Salzburgo depois da Anschluss. Wise e o estúdio intervieram na decisão, o filme original foi restaurado e o empresário foi demitido. Como resultado, The Sound of Music nunca foi popular na Áustria e na Alemanha.

## Elenco principal
| Ator/Atriz          | Personagem              |
| ------------------- | ----------------------- |
| Julie Andrews       | Maria von Trapp         |
| Christopher Plummer | Capitão Georg von Trapp |
| Eleanor Parker      | Baronesa Elsa Schraeder |
| Richard Haydn       | Max Detweiler           |
| Peggy Wood          | Madre Abadessa          |
| Charmian Carr       | Liesl von Trapp         |
| Nicholas Hammond    | Friedrich von Trapp     |
| Heather Menzies     | Louisa von Trapp        |
| Duane Chase         | Kurt von Trapp          |
| Angela Cartwright   | Brigitta von Trapp      |
| Debbie Turner       | Marta von Trapp         |
| Kym Karath          | Gretl von Trapp         |
| Anna Lee            | Irmã Margaretta         |
| Portia Nelson       | Irmã Berthe             |
| Ben Wright          | Herr Zeller             |
| Daniel Truhitte     | Rolfe                   |
| Norma Varden        | Frau Schmidt            |
| Marni Nixon         | Irmã Sophia             |
| Gilchrist Stuart    | Franz                   |
| Evadne Baker        | Irmã Bernice            |
| Doris Lloyd         | Baronesa Ebberfeld      |

## Principais prêmios e indicações
Oscar 1966 (Estados Unidos)
- Vencedor nas categorias de melhor filme, melhor diretor, melhor montagem, melhor som e melhor trilha sonora.
- Indicado também nas categorias de melhor atriz (Julie Andrews), melhor atriz coadjuvante (Peggy Wood), melhor fotografia, melhor direção de arte e melhor figurino.

Globo de Ouro 1966 (Estados Unidos)
- Vencedor nas categorias de melhor filme - comédia/musical e melhor atriz em comédia/musical (Julie Andrews).
- Indicado nas categorias de melhor diretor e melhor atriz coadjuvante (Peggy Wood).

Prêmio Eddie 1966 (Estados Unidos)
- Vencedor na categoria de melhor montagem.

BAFTA 1966 (Reino Unido)
- Indicado na categoria de melhor atriz britânica (Julie Andrews).